# Joan-Enric Vives
Joan-Enric Vives i Sicília (Barcelona, 24 de julio de 1949) es un arzobispo español. Entre 2005 y 2025 fue obispo de Urgel y, por tanto, copríncipe de Andorra.

## Biografía

### Primeros años y formación
Joan-Enric nació el 24 de julio de 1949, en Barcelona, España. Se crio en la barriada de Pueblo Nuevo, siendo hijo de tenderos.
Realizó  la licenciatura en Teología por la Facultad de Teología de Barcelona (1976) y licenciatura en Filosofía y Ciencias de la Educación, sección filosofía, por la Universidad de Barcelona (1982). Ha realizado los cursos de doctorado en Filosofía en la Universidad de Barcelona (1990-1993).

### Sacerdote
Ordenado sacerdote el 24 de septiembre de 1974, quedando incardinado en la archidiócesis de Barcelona. Su ministerio sacerdotal lo inició como coadjutor y párroco en diversas parroquias de la diócesis. Párroco de la iglesia del Sagrat Cor de Jesús, en el barrio barcelonés del Pueblo Nuevo. Allí fundó, junto a otros jóvenes miembros, el Centre d'Esplai Sagrat Cor, en 1975, situado en la calle Pere IV 398, bajos.  Fue secretario del Consejo Presbiteral de la archidiócesis de Barcelona (1978-1989), miembro y secretario del Colegio de Consultores (1985-1995); secretario del Consejo Episcopal (1988-1990) y del Consejo Asesor del Cardenal Narcís Jubany (1987-1990).
Fue profesor de Historia de la Filosofía en la Facultad de Teología de Cataluña (1983-1993) y de la Facultad Eclesiástica de Filosofía de la Universidad Ramon Llull (1988-1993), de la que fue vicedecano de la Facultad de Filosofía (1989-1993) También fue miembro del Patronato de la Fundación Universidad Ramon Llull (1991-1994).

## Episcopado

### Obispo auxiliar de Barcelona
El papa Juan Pablo II lo nombró el 9 de junio de 1993 obispo titular de Nona y auxiliar de Barcelona. Fue consagrado obispo el 5 de septiembre del mismo año.

### Obispo en Urgel
Posteriormente, el 25 de junio de 2001 nombrado obispo coadjutor de Urgel y asumió el cargo de titular de la sede el 12 de mayo de 2003 al ser aceptada la renuncia por motivos de edad presentado por Joan Martí Alanis. El papa Benedicto XVI le concedió el título de arzobispo "ad personam" el 19 de marzo de 2010.
El 31 de mayo de 2025, León XIV aceptó la renuncia que presentó a los 75 años, tal y como marcan las normas de Derecho canónico, siendo sucedido por su obispo coadjutor, Josep Lluís Serrano Pentinat en la sede episcopal de Urgel y como copríncipe de Andorra. 

### Otros cargos en el episcopado español
En la Conferencia Episcopal Española es, desde marzo de 2024, miembro de la Comisión Episcopal para la Liturgia y de la Comisión Episcopal para el Clero y Seminarios. Representa desde el año 2002 la CEE en la Coordinadora de Obispos en apoyo de los Cristianos de Tierra Santa. Anteriormente ha sido miembro de la Comisión Episcopal de Enseñanza y Catequesis (1993-2002); miembro de la Comisión Episcopal de Pastoral Social (2002-2005); miembro de la Comisión Episcopal de Medios de Comunicación Social (2008-2014); miembro del Consejo de Economía (2008-2014); presidente de la Comisión Episcopal de Seminarios y Universidades (2005-2008 y 2014-2020); y presidente la Comisión Episcopal para el Clero y Seminarios (2020-2024).
También es el obispo presidente de la Comisión Interdiocesana de Liturgia (CIL) de las diócesis de Cataluña.

## Distinciones
- Caballero de la Cruz de los Siete Brazos (Principado de Andorra, 17 de julio de 2024).
- Caballero Gran Cruz de la Orden de Cristo (República Portuguesa, 5 de marzo de 2010).
- Caballero Gran Collar de la Orden del Infante Don Enrique (República Portuguesa, 14 de octubre de 2024).
- Caballero Gran Cruz de la Orden del Santo Sepulcro de Jerusalén.
- Condecoración de Gran Oficial de la Legión de Honor de Francia (2025)